# 青甘杨
青甘杨（学名：Populus przewalskii）是杨柳科杨属的植物，为中国的特有植物。分布于中国大陆的青海、内蒙古、甘肃等地，生长于海拔1,000米至3,300米的地区，常生于山麓溪流沿岸以及道旁，目前尚未由人工引种栽培。

## 异名
- Populus simonii Carr. var. przewalskii (Maxim.) H. L. Yang